# Gilde (beroepsgroep)

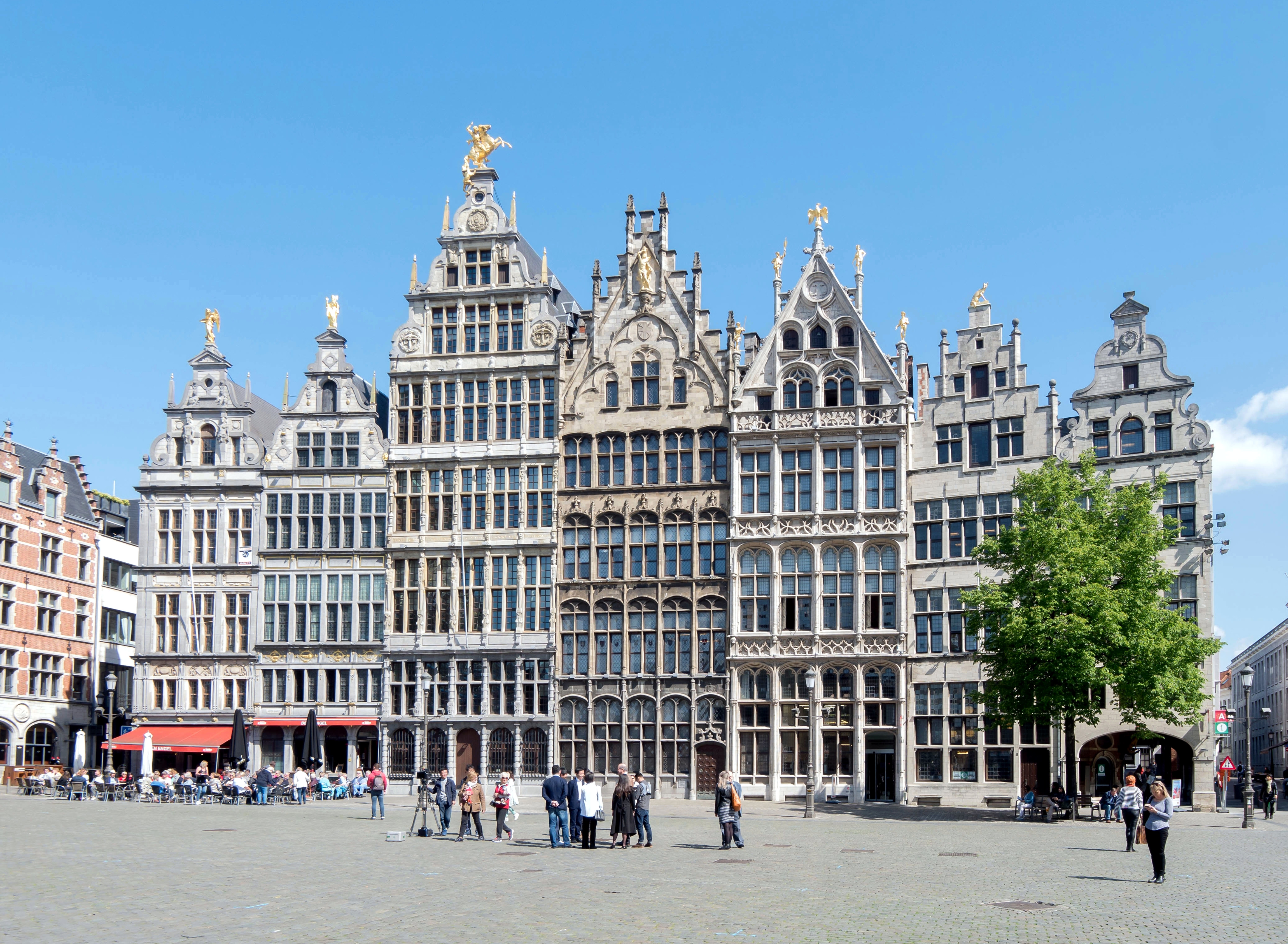
Gildehuizen aan de Grote Markt in Antwerpen

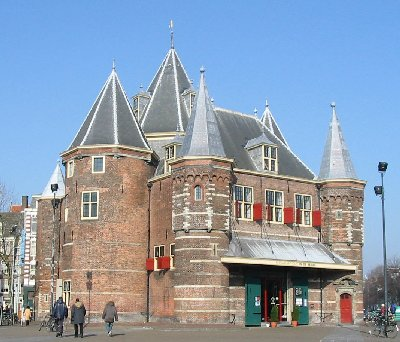
In de Waag in Amsterdam waren verschillende gilden gehuisvest, die ieder hun eigen ingang hadden

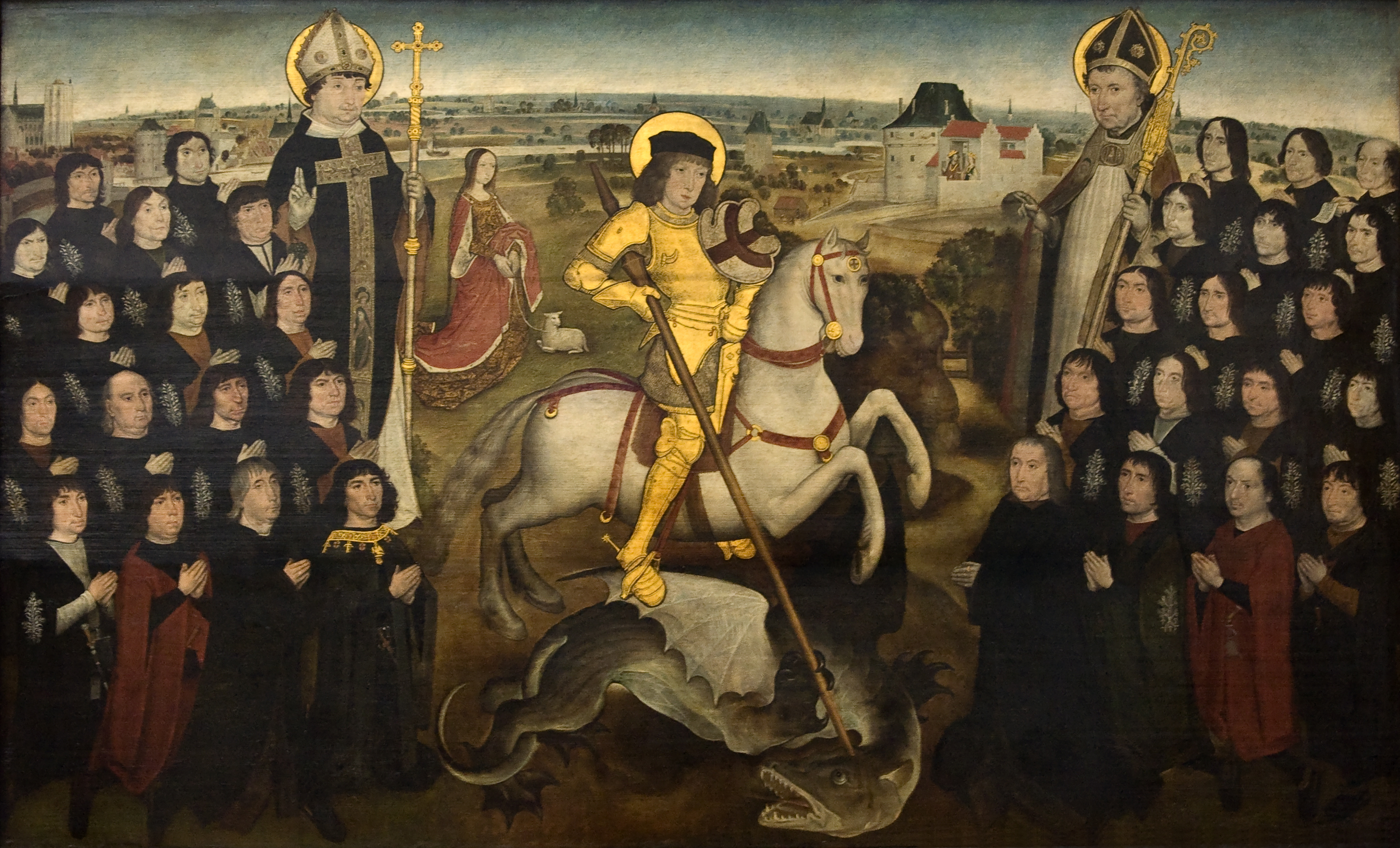
De leden van het gilde van de Grote Kruisboog te Mechelen (ca. 1500) door de Meester van het Mechelse Sint-Jorisgilde in het Koninklijk Museum voor Schone Kunsten Antwerpen

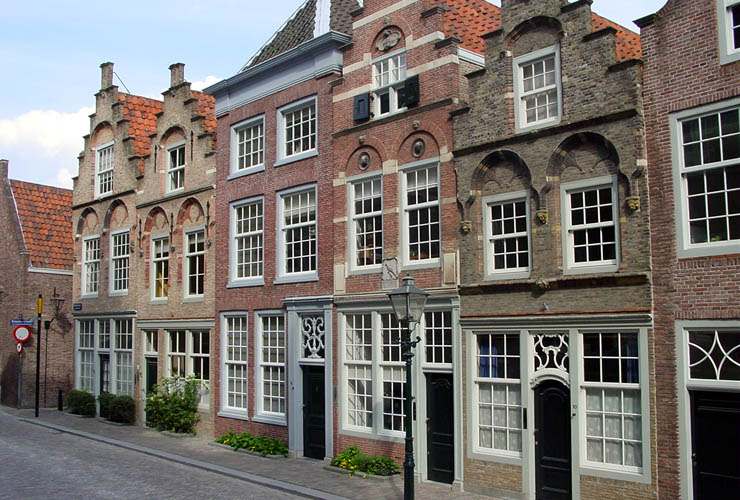
De Dordtse gevels in Dordrecht zijn gebouwd als meesterproef van het metselaarsgilde

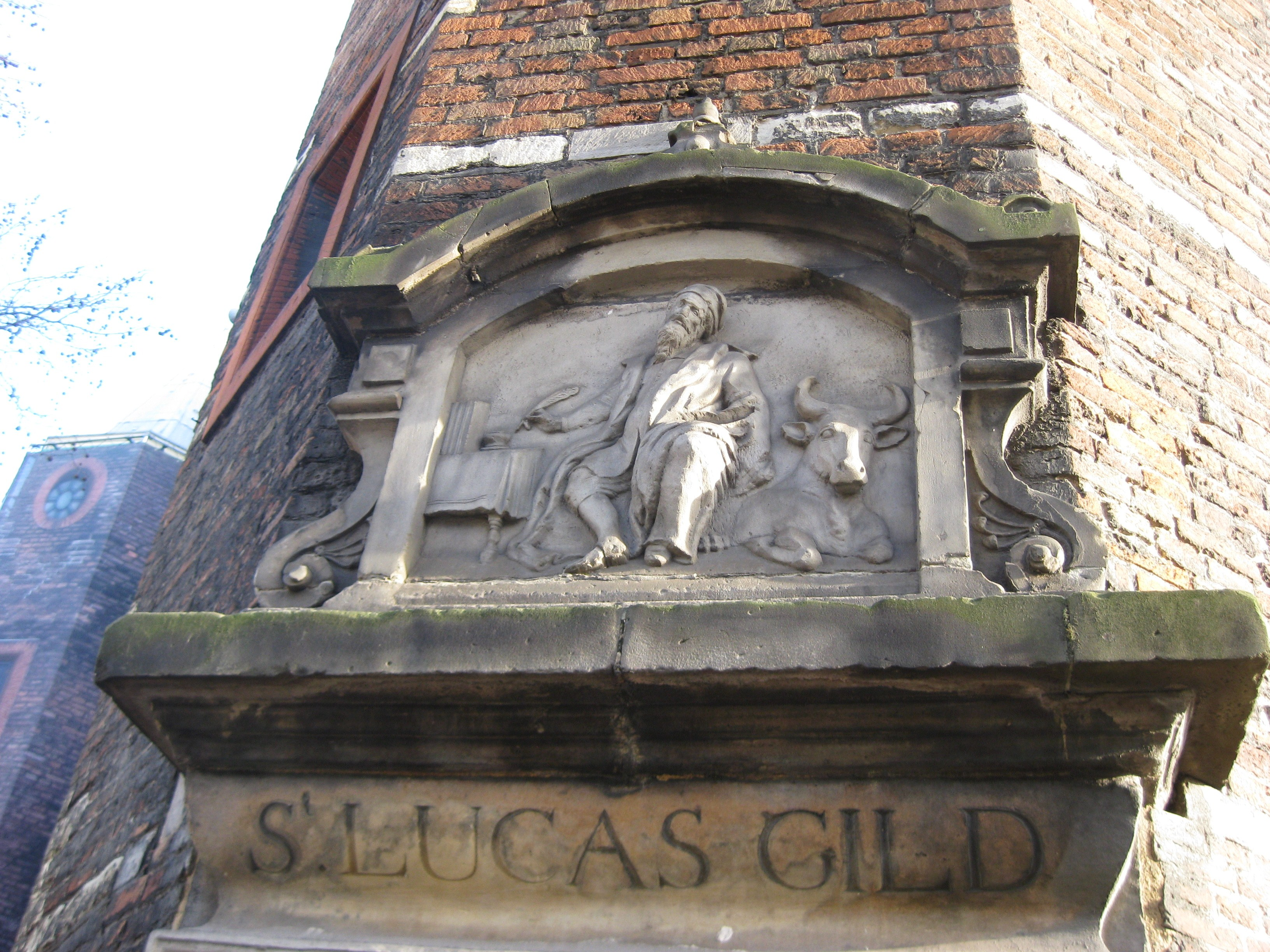
Gevelsteen van het Sint-Lucasgilde op de Waag in Amsterdam

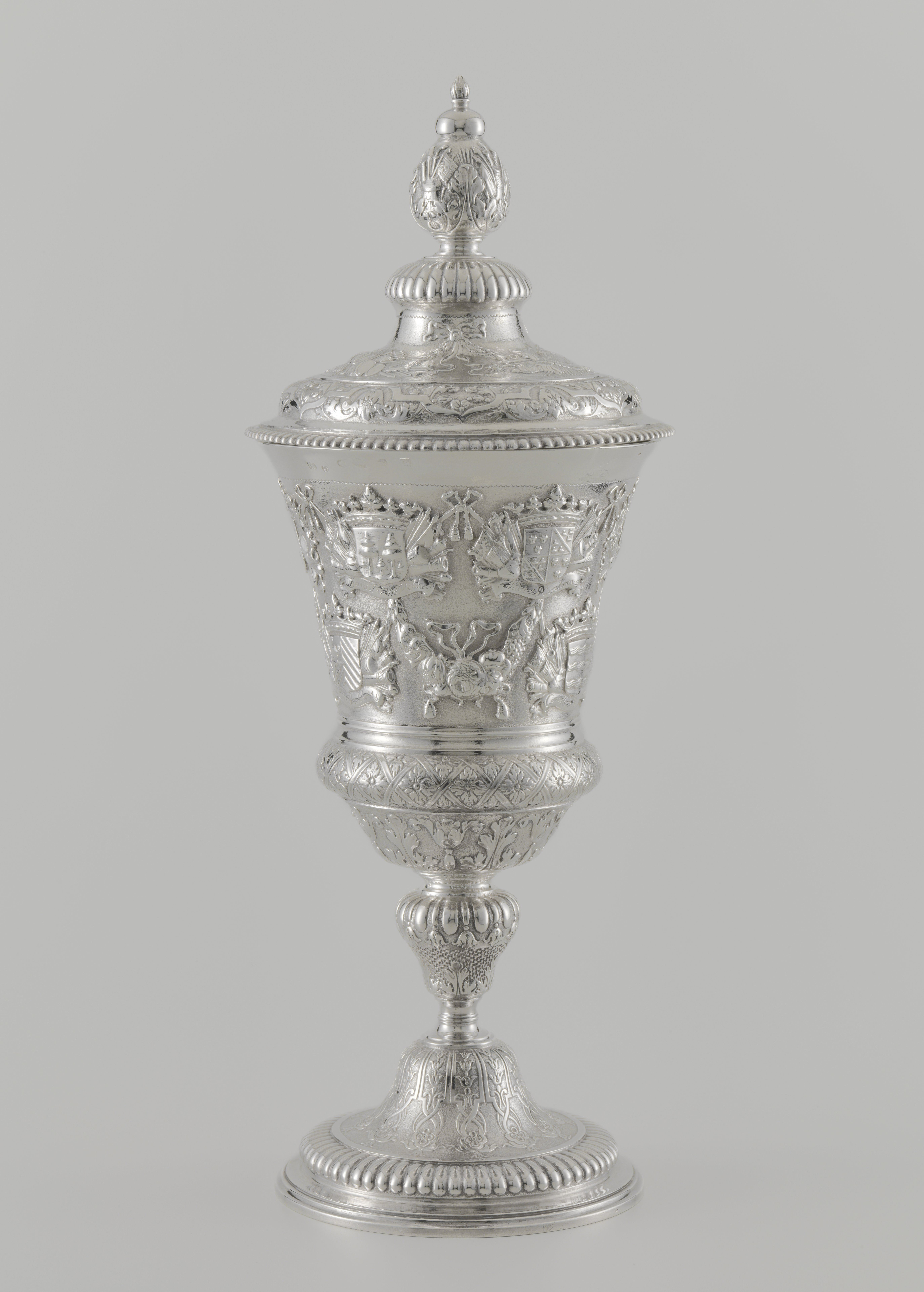
Gildebeker van het Schuttersgilde te Leiden

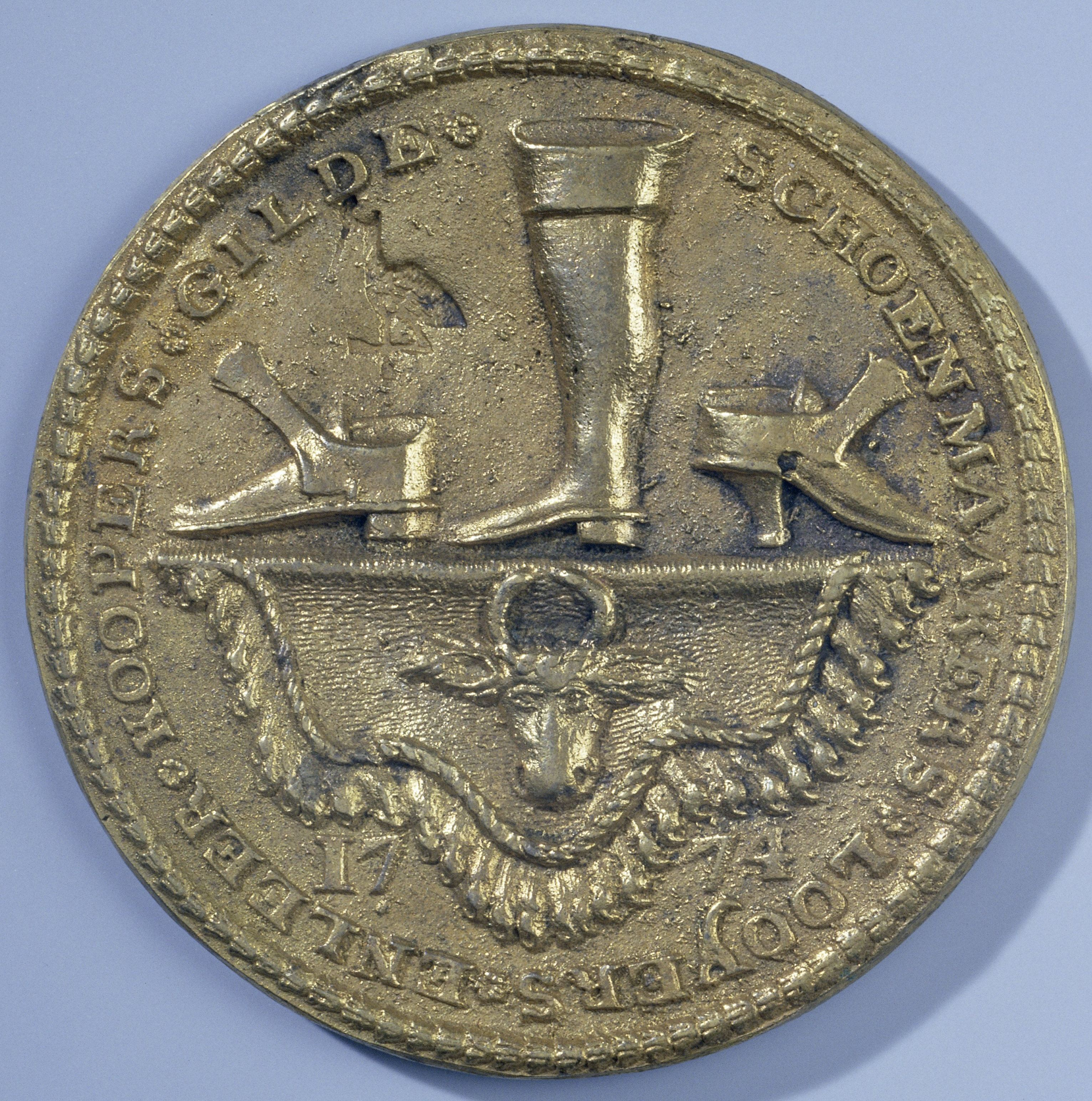
Schoenmakers- looiers- en leerkopersgilde van 's-Gravenhage, gildepenning van een vrijmeester

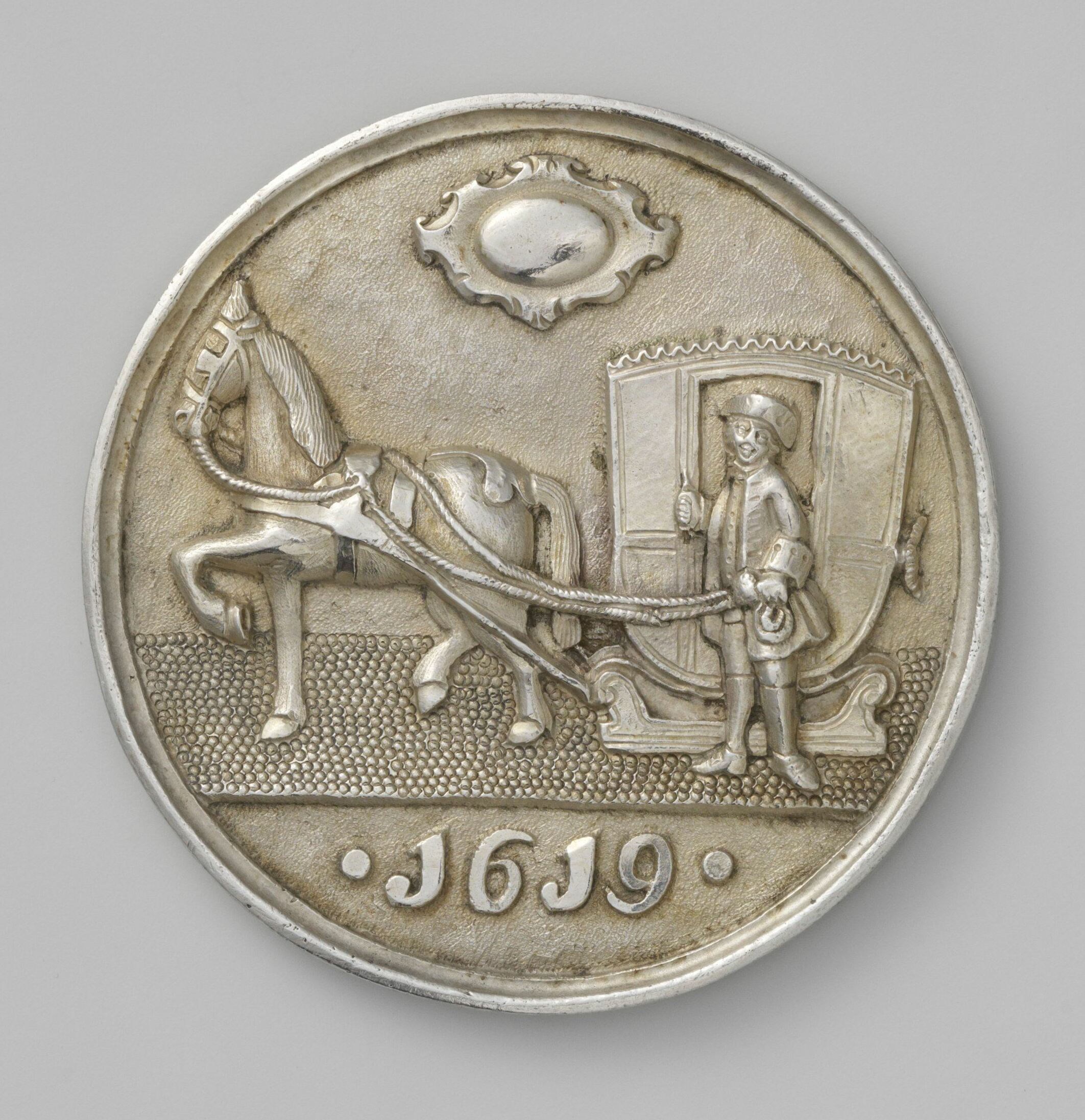
Gildepenning van het slepersgilde van Amsterdam met toeslede.

Een gilde of ambacht was in grote delen van Europa in de tijd voor de Franse Revolutie een belangenorganisatie van en voor personen met hetzelfde beroep, veelal ontstaan binnen zich sterk ontwikkelende woonplaatsen met stadsrechten binnen een feodaal stelsel. Gilden en ambachten hebben vanaf de middeleeuwen tot eind 18e eeuw bestaan, in Oost-Europese landen langer. In het India van de vedische tijd bestonden vergelijkbare shreni.
In een gilde werd kennis en ervaring uitgewisseld. Nieuwe gildeleden werden opgeleid in het vak. Na een gedegen opleiding kon een leerling erkend worden als vakman met de titel gezel en uiteindelijk de titel meester verkrijgen na het doen van de gilde- of meesterproef. Het gilde behartigde de belangen van de gildeleden, en beschermde hen. Vaak had een gilde het alleenrecht op het uitoefenen van het vak, wat leidde tot de zekerheid van kwaliteit van het werk met een  keurmerk, soms zelfs tot een monopolie in de handel.

## Geschiedenis
De Romeinen kenden al een soort gilden, de collegia. Deze kunnen gezien worden als voorlopers van de gilden. Collegia waren bonden voor een bepaalde beroepsgroep waarbij vaklieden zich vrijwillig konden aansluiten. Deze beroepsorganisaties vonden met name in de Zuid-Nederlandse steden een voortzetting in de ambachten van handwerkslieden.
De gilden stonden aanvankelijk tegenover de ambachten in de zin, dat ze de zelfstandige beroepsbeoefenaren organiseerden. Wevers en volders bijvoorbeeld vormden een ambacht; drapeniers of lakenhandelaren een gilde. Deze reguleerden de concurrentie tussen de leden en hadden een minder vrijblijvend karakter.
Dit onderscheid verdween langzamerhand met name in de noordelijke gewesten.
In de Rooms-Katholieke tijd had een gilde vaak een heilige als schutspatroon, voor de timmerlieden bijvoorbeeld was dat Sint-Jozef. Gilden kregen tegen betaling een altaar in de parochiekerken, het zogenaamde gilde-altaar, gewijd aan de patroonheilige.
Bepaalde bevolkingsgroepen mochten geen lid van een gilde worden. Zo konden buitenechtelijke kinderen, horigen of Joden en vanaf de reformatie doopsgezinden worden uitgesloten. Dit betekende dat veel beroepen in de middenstand voor hen ontoegankelijk waren. Zij waren zo gedwongen zich te beperken tot een gildeloos beroep, zoals eenvoudiger werk of de (geld)handel.
Een economisch nadeel van de gilden was de remmende werking van het monopolie. De eeuwenoude werkwijzen mochten niet vernieuwd, laat staan veranderd worden. Iemand met vernieuwende ideeën moest dus ofwel lid worden van het gilde en deze ideeën dus opgeven, ofwel een ander beroep kiezen. Landen als Frankrijk en Nederland raakten hierdoor in hun ontwikkeling in de 18e eeuw achterop vergeleken met Groot-Brittannië, waar het kapitalisme verder was ontwikkeld.

## Organisatie van de gilden in de middeleeuwen
Om hun doelen te bereiken werden de gilden volgens bepaalde regels georganiseerd. Als een lid van het gilde zich niet aan de regels hield, hadden alle leden hier last van. Als de gilden de productiekosten naar beneden wilden brengen, moesten alle leden meewerken om de lonen van medewerkers te verlagen en wanneer de gilden hun reputatie hoog wilden houden, konden ze het zich niet veroorloven dat bepaalde leden kwalitatief slechte producten verkochten. Om deze reden werden de regels strikt gehandhaafd.
Om de kwaliteit van de producten hoog te houden, mocht iemand niet zomaar lid worden van een gilde. Een jongen die, of een meisje dat, een bepaald vak wilde uitvoeren, ging op jonge leeftijd bij een gildemeester in de leer. Bij veel ambachten was er geen plaats voor vrouwen, ze werden geen lid van gilden, tenzij ze zich als jongen verkleedde. Wanneer de meester de jongen geschikt vond, werd hij na enige tijd benoemd tot gezel. De gezel werkte in loondienst voor de meester. Als de gezel goed genoeg was bevonden, kon deze na een periode, meestal tussen de vijf en negen jaar, een meesterproef afleggen. Hiermee kon de gezel bewijzen dat hij zijn vak beheerste. Pas wanneer de gezel hiervoor was geslaagd, mocht hij zich meester noemen en zijn eigen bedrijf beginnen.
Het proefstuk was in de gildebrieven vrij nauwkeurig omschreven. In De Waag in Amsterdam zijn nog de gildeproeven van de metselaars te bewonderen. In Dordrecht bestond de meesterproef van het metselaarsgilde uit het bouwen van een Dordtse gevel, waarvan er nog ongeveer 50 in de stad te vinden zijn. In sommige gevallen was het verplicht voor een ambachtsman om lid te zijn van een gilde en contributie te betalen, als hij een beroep uitoefende dat zijdelings met het betreffende gilde te maken had. Deze mensen werden aanwerpelingen of halve gildwinners genoemd.
De organisatiestructuur van de gilden verschilde onderling tussen de gilden. Vooral van grote succesvolle gilden is hun wijze van organisatie bekend omdat deze, in tegenstelling tot de kleine gilden, veelal documenten en geschriften bijhielden. De vergaderingen van een gilde werd een morgenspraak genoemd. De gildebroeders kwamen minimaal eenmaal per jaar bij elkaar en dan werden nieuwe leden toegelaten, nieuwe regels goedgekeurd of afgewezen en functionarissen gekozen. Beslissingen werden gewoonlijk genomen door de gildemeesters bij meerderheid van stemmen. De gildefunctionarissen zorgden voor het dagelijks bestuur van het gilde en inspecteerden de bedrijven van de leden van het gilde om te zien of deze in orde waren. Ook zagen zij er op toe dat ieder lid contributie betaalde en of deze zich aan de productiequota hielden. Verder werden de financiën van het gilde beheerd door de hiervoor aangestelde functionarissen.

## Maatschappelijke invloed van de gilden
Gilden hadden een grote invloed op het middeleeuwse stadsleven en vice versa. Hoe de verhoudingen lagen tussen gilde en stad verschilde van plaats tot plaats. Doorgaans was de regel dat een gildelid ook in de stad woonde. In Londen werd men zodra men lid was van een gilde meteen, of korte tijd later, een vrij man en geen horige meer. In Nederland was het in een aantal steden, waaronder Utrecht en 's-Hertogenbosch, verplicht om als stadsbewoner lid te worden van een gilde.
Het bestuur van de meeste steden, die in de middeleeuwen als de autoriteit fungeerden, had een grote invloed op de gilden. Op sommige plaatsen benoemde het stadsbestuur de functionarissen binnen een gilde. Op andere plaatsen waren gilden vrijwel geheel autonoom. In veel gevallen moesten gilden de erkenning als een volwaardig zelfstandig orgaan afkopen bij de lokale of nationale autoriteiten.
De gilden hadden een maatschappelijke functie, afhankelijk van de locatie. In middeleeuws 's-Hertogenbosch voerden de gilden de taken van de brandweer uit. Ook waren de gilden vaak verantwoordelijk voor de bescherming van de stad. In Utrecht werden civiele milities opgericht die bestonden uit leden van de gilden. Verder deden gilden aan armenzorg, ook voor mensen buiten het gilde.
In sommige gebieden zorgden de gilden ook voor rechtspraak. In onder andere Antwerpen handelden de gilden handelsconflicten af. In Londen was de rechterlijke macht nog uitgebreider: hier werden ook veel familiekwesties door de gilden afgehandeld.
Als iemand lid werd van een gilde, had dit grote invloed op zijn leven. Diegene had niet alleen het recht om het beroep van het gilde uit te oefenen,  maar kreeg ook een vorm van sociale zekerheid. Het gilde ondersteunde zijn leden wanneer ze door ziekte of ouderdom niet konden werken. Ook regelde het wel de begrafenis van zijn leden en hun gezin. In veel gevallen beoefenden leden van de gilden gezamenlijk hun religie.

## Economische invloed van de gilden
De gilden hebben een grote invloed gehad op de economische ontwikkeling in Europa, zowel op lokaal als op internationaal niveau. Er bestaan verschillende visies over hoe deze invloed beoordeeld moet worden.
Gilden bezaten eigendommen, die aan alle leden toebehoorden. Deze gezamenlijke eigendomsrechten kunnen als voorloper worden beschouwd van de individuele eigendomsrechten. De eigendommen, en zeker de revenuen daarvan, dienden echter als fondsen van waaruit de gildeleden en hun eventuele familieleden ondersteund konden worden in geval van arbeidsongeval, ziekte of overlijden. De bijdrage die de gilden vanaf de middeleeuwen hebben geleverd aan het tot ontwikkeling komen van individuele eigendomsrechten, kan gezien worden als een positieve bijdrage aan de economische en sociale ontwikkeling van Europa.
Een traditionele visie op de economische rol van de gilden gaat uit van het monopolie dat zij op het vervaardigen en verhandelen van bepaalde goederen zouden hebben gehad. Doordat de gilden het exclusieve recht hadden om de door hun geproduceerde goederen te verkopen, konden zij veel invloed uitoefenen op de markt. De gilden bepaalden de prijzen van hun producten en de hoeveelheden die geproduceerd werden. Als voordelen van dit monopolie kunnen genoemd worden: schaalvoordeel en risicospreiding voor de gildeleden. Als een lid van een gilde in nood kwam, werd hij geholpen door zijn medeleden. Het monopolie bracht echter ook nadelen met zich mee. Omdat er geen echte concurrentie tussen gildebroeders was, konden de prijzen van goederen hoog gehouden worden.
Volgens sommige economen en historici hebben gilden een negatieve bijdrage geleverd aan de economische ontwikkeling van Europa. Gilden waren in deze opvatting zeer conservatieve instellingen. Leden moesten zich voegen naar de binnen het gilde geldende denkbeelden. Vernieuwende ideeën kregen daardoor nauwelijks een kans, waardoor de modernisering van productiemethoden naar alle waarschijnlijkheid werd vertraagd. In Engeland was de invloed van de gilden in de achttiende eeuw al sterk verminderd, waardoor nieuwe uitvindingen op het gebied van mechanisatie en productieverbetering daar eerder werden toegepast. In delen van West-Europa (onder andere in Wallonië) leidde de opheffing van het gildesysteem in de Franse tijd tot snelle industrialisatie en economische vernieuwing in het begin van de negentiende eeuw. Het lange voortbestaan van de gilden in Oost-Europa wordt in die visie als een van de redenen aangevoerd voor de tragere industrialisatie daar.
De gilden regelden allereerst een fatsoenlijke levensstandaard voor hun leden, daarnaast ook zaken als zieken-, wezen- en nabestaandenopvang. Al deze voorzieningen vielen weg toen de gilden werden opgeheven. In Nederland gebeurde dit voor het eerst in 1798 tijdens de Bataafse Republiek. In de jaren die daarna volgden werden de gilden verschillende keren weer in ere hersteld en afgeschaft. Ten slotte werden ze definitief afgeschaft door het net nieuwe Koninkrijk in 1818. In 1820 werd vervolgens een wet uitgevaardigd die regelde dat de resterende gildekassen en andere bezittingen van de gilden vervielen aan de stadsbesturen. Daarmee waren ambachtslieden en arbeiders op zichzelf aangewezen, vakbonden werden als verkapte gilden beschouwd en waren tot 1866 verboden. Dit was een van de belangrijke redenen van het ontstaan van de sociale kwestie in de 19e eeuw.
Een modernere opvatting over de gilden is dat er nauwelijks sprake was van monopolie, aangezien binnen een gilde tientallen, soms honderden ambachtslieden actief waren, waardoor prijsafspraken amper mogelijk waren. Ook is gebleken dat gilden soms rechten verkochten aan niet-leden waardoor ook zij konden deelnemen aan handel en productie van goederen. Deze visie rekent af met het idee dat gilden uitsluitend als monopolistische samenzweerders moeten worden gezien.

## Lijst van ambachtsgilden
Behalve de historische gilden van ambachtslieden bestonden er ook handels- of koopmansgilden en schuttersgilden. Ambachtsgilden bestonden uit vaklieden die allen hetzelfde ambachtelijke vak uitvoerden.
| ambacht               | bijzonderheden | patroonheilige                                             |
| --------------------- | --- | ---------------------------------------------------------- |
| Apothekers            | | niet bekend                                                |
| Bakkers               | | Sint-Nicolaas                                              |
| Begrafenisondernemers | | Barbara van Nicomedië                                      |
| Bontwerkers           | | Sint-Hubertus                                              |
| Brouwers              | | Sint-Arnoldus                                              |
| Chirurgijns           | inclusief universitair opgeleide doctores medicinae en vroedvrouwen[bron?] | Cosmas en Damianus                                         |
| Droogscheerders       | ook: lakenscheerders[4] | Sint Franciscus                                            |
| Goud- en zilversmeden | | Sint-Eligius                                               |
| Hoedenmakers          | | Sint-Christoffel                                           |
| Hoveniers             | | Sint-Urbanus                                               |
| Kaasdragers[5]        | | geen patroonheilige                                        |
| Kleermakers           | | Sint-Anna                                                  |
| Kremers               | handelaars/verkopers in de breedste zin, o.a. brandewijnstokers, geelgieters, hoedenmakers, ketellappers, koperslagers, kousenmakers, lintwerkers, loodgieters, pijpenbakkers, poedermakers, pruikenmakers, stijfselmakers, tinnegieters, touwslagers, viltmakers, zeepzieders, zoutzieders[4] | Sint-Nicolaas                                              |
| Kunstenaars           | in sommige steden onderdeel van het metselaars- of timmerliedenambacht | Sint-Lucas (vandaar Sint-Lucasgilde)                       |
| Lakenwevers           | ook: drapiers, gewantmakers[4] | Genoveva of Sint-Mattias                                   |
| Leerlooiers           | | Johannes de Doper, Crispinus en Crispinianus               |
| Linnenwevers          | ook: kortspoelders[4] | Sint-Severinus                                             |
| Mandenvlechters       | | Sint-Petrus                                                |
| Metselaars            | bouwers/makers in de breedste zin, o.a. beeldhouwers, dakdekkers, glazenmakers, huisschilders, kunstschilders, pompenmakers, steenbakkers, steenhouwers, strodekkers[4] | niet bekend                                                |
| Molenaars             | inclusief grutters en olieslagers[4] | Victor van Marseille                                       |
| Ooftmengers           | handelaren in groente, fruit, zuivel, soms ook (ingevoerde) ham, spek, worst, o.a. azijnmakers, boterverkopers, gedroogd fruitverkopers, kaasverkopers[4][6] | Allerheiligste Verlosser[6]                                |
| Schippers             | ook andere transporteurs, tevens houthandelaren, leisteenhandelaren[4] | Sint-Nicolaas of Sint-Petrus[7]                            |
| Schoenmakers          | | Crispinus en Crispinianus                                  |
| Schoolmeesters        | | Ambrosius                                                  |
| Schutterij            | geen ambacht | Sebastiaan, Martinus van Tours, Antonius van Egypte, Joris |
| Slagers               | ook vlees- of beenhouwers | Sint-Bartolomeüs                                           |
| Smeden                | inclusief blikslagers, busmakers, geweermakers, goudsmeden, hoefsmeden, messenmakers, slotenmakers, schaarmakers, sporenmakers, zilversmeden, zwaardvegers[4] | Sint-Eligius                                               |
| Timmerlieden          | inclusief kuipers, meubelmakers, radenmakers, wagenmakers[4] | Sint-Jozef                                                 |
| Ververs               | | niet bekend                                                |
| Vissers               | inclusief korvers, mandenvlechters | Sint-Petrus                                                |
| Volders               | | Felix van Nola of Jacobus minor                            |
| Witmakers             | ook leemplakkers, pleisteraars, witbereiders, witters[4] | Hubertus?[8]                                               |
| Zakdragers            | tevens zakkenvullers en vatendragers (of schreu[te]rs)[4][9] | niet bekend                                                |

## Hedendaagse gilden

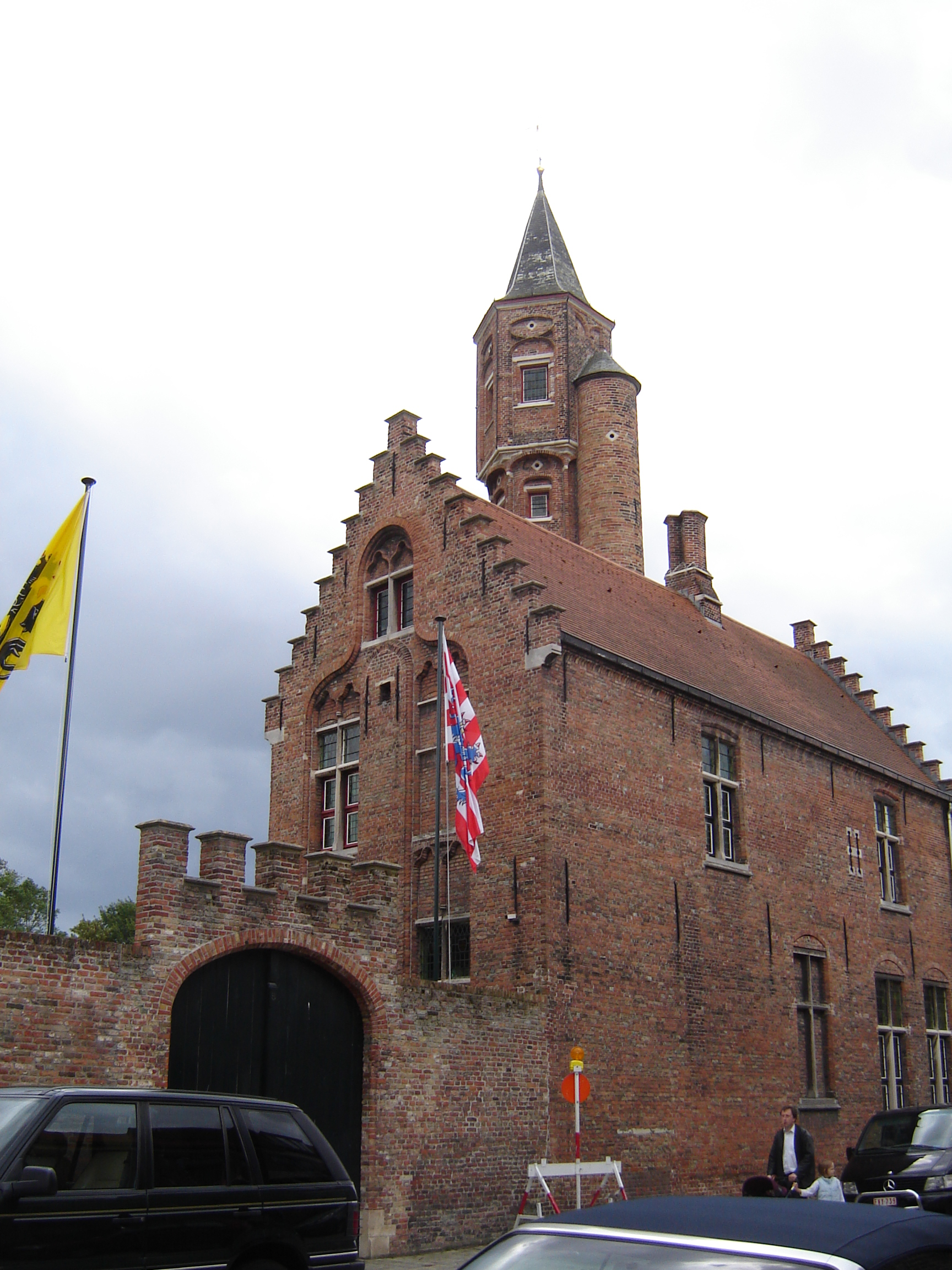
Gebouw van het Sint-Sebastiaansgilde in Brugge

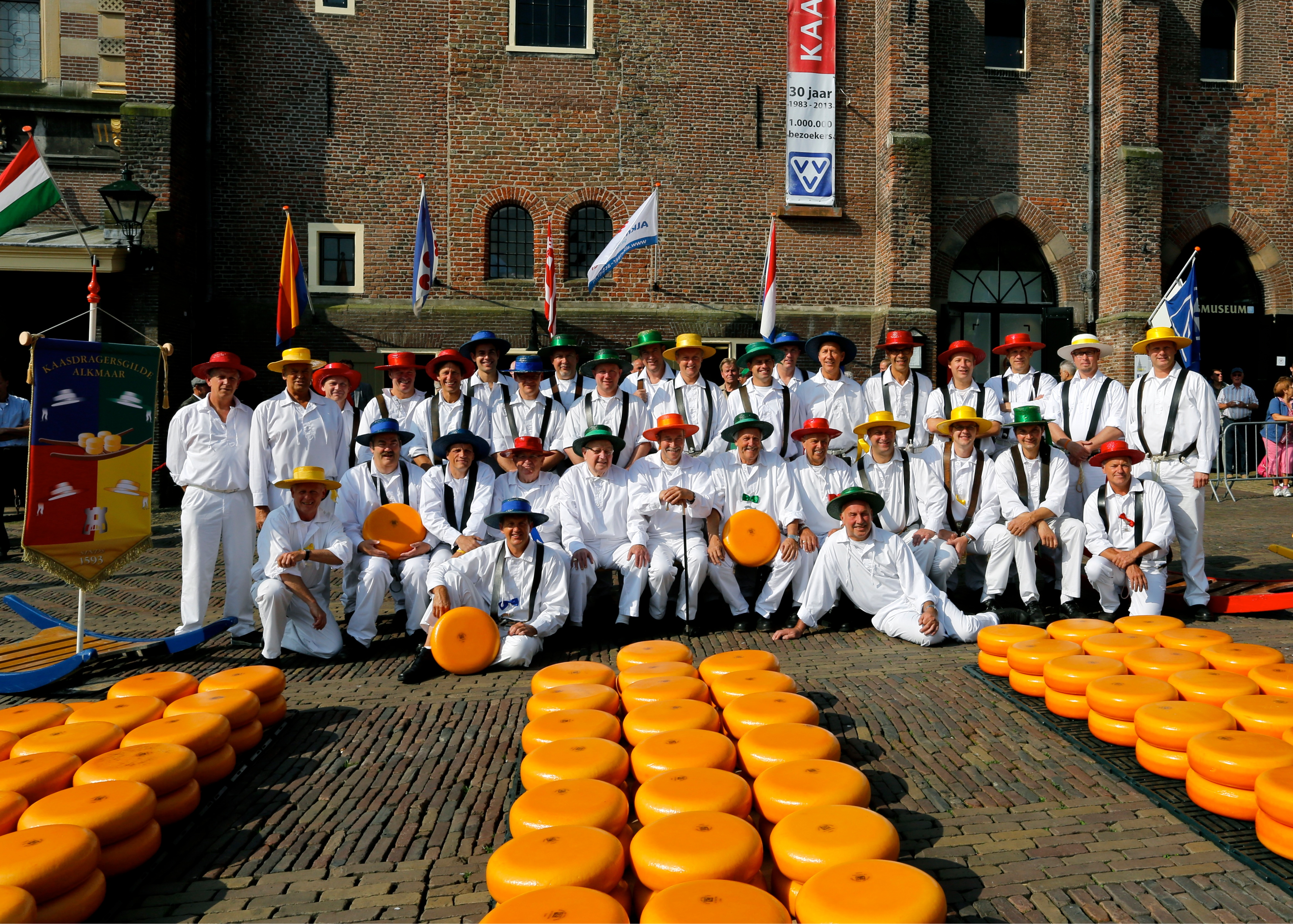
Alkmaarse kaasdragersgilde

### Traditioneel
Tegenwoordig hebben slechts weinig gilden nog hun vroegere rol. Het enige uit de middeleeuwen overgebleven gilde in Nederland is het Smedengilde van St. Eloy in Utrecht uit 1304. In Dwingeloo zetelt nog een gilde waarvan de leden zich bezighouden met christelijke caritas. Dit gilde, dat vroeger Dye Ghyldebroeders van Zunte Antony heette en later Sint Anthoniusgilde, wordt al vermeld in documenten uit 1632. In Alkmaar zetelt het Kaasdragersgilde. De oudste 'ordonnantie opte caesdragers' dateert van 17 juni 1593, de officiële oprichtingsdatum van het Kaasdragersgilde. Een gilde zonder patroonheilige of eigen altaar in de kerk, zoals dat bij andere gilden gebruikelijk was. Het devies van het Alkmaarse gilde was en is: 'Een valse waag is de Heer een gruwel en daarentegen een vol gewicht is zijn welbehagen'. Het Kaasdragersgilde is in de zomermaanden nog wekelijks actief (op de vrijdagochtend en een aantal dinsdagavonden) op de Alkmaarse Kaasmarkt. Op 7 oktober 2016 is het gilde toegevoegd aan het Inventaris Immaterieel Cultureel Erfgoed Nederland. Gilden die nog enigszins te vergelijken zijn met middeleeuwse gilden, zijn het Gilde van Molenaars, het Gild Fryske Mounders en het Ambachtelijk Korenmolenaars Gilde. In België bestaat de wettelijk erkende beroepsvereniging Koninklijke Vrije Gilde der Meester-Schilders.
Met name in Zuid-Nederland en in België kent men nog schuttersgilden, zoals het Sint-Sebastiaansgilde in Brugge en het Gilde Sint Dionysius in Tilburg. Ook zijn er de Sint Joris schuttersgilden, waar geschoten wordt met de kruisboog. Deze zijn voornamelijk gevestigd in de Noorderkempen (Hoogstraten, Wortel, Meerle, Meer, Minderhout, Castelré en Loenhout).
Daarnaast zijn er gilden die eerder als hobby-vereniging te kenmerken zijn.
In zowel Nederland als België wordt de term gilde ook gebruikt voor koepelorganisaties van studentenverenigingen, zoals het Brabantse Gilde. Het studentendrinklied De gilde viert refereert aan deze gilden. Aan de Vrije Universiteit Brussel bestaat een folkloristische zangvereniging die zich de gilde Fratres et Sorores Coniuncti noemt.

### Kennisoverdracht
Organisaties waarin mensen op vrijwillige basis kennis overdragen aan anderen, worden ook wel gilden genoemd. Zo bestaan er diverse gilden voor 50+'ers die hun kennis overdragen aan anderen (jong en oud). De kennis kan heel divers zijn, van advies over het aanleggen en onderhouden van een tuin, tot boekbinden. In het algemeen zijn dit vrijwilligersorganisaties. In Nederland zijn ze verenigd in de koepelorganisatie Gilde Nederland.
Voor ambachten die economisch relevant zijn zoals kleermakers, smeden en zeilmakers is dat AmbachtNederland. Deze coöperatie van ambachtelijk ondernemers zet zich in voor een sterkere ambachtseconomie en de continuïteit van ambachtelijk branches en bedrijven.

### Vakbond
In de Verenigde Staten en andere Engelstalige landen worden sommige vakbonden ook wel guilds genoemd. De Directors Guild of America, Screen Actors Guild en Writers Guild of America bijvoorbeeld spelen een belangrijke rol in de filmindustrie van Hollywood. Naar dit Amerikaanse voorbeeld wordt de Nederlandse beroepsvereniging voor regisseurs Dutch Directors Guild genoemd.